# عبد الله الحمادي (لاعب كرة قدم مواليد 2001)
عبد الله إبراهيم الحمادي (مواليد 20 مارس 2001، لاعب كرة قدم إماراتي يجيد اللعب كمهاجم يلعب حالياً مع نادي الظفرة.